# Régiment de Bergh
 (décembre 2023).
Si vous disposez d'ouvrages ou d'articles de référence ou si vous connaissez des sites web de qualité traitant du thème abordé ici, merci de compléter l'article en donnant les références utiles à sa vérifiabilité et en les liant à la section « Notes et références ».
Le régiment de Bergh est un régiment d’infanterie allemand du royaume de France créé en 1744.

## Lignage
- 12 août 1744 : création du régiment de Bergh
- 18 janvier 1760 : réformé par incorporation au régiment d’Alsace

## Équipement

### Drapeaux

Drapeau d’Ordonnance
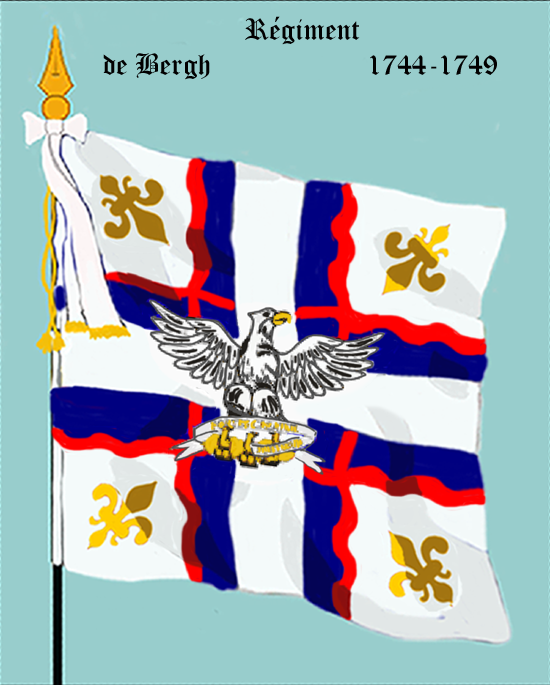
régiment de Bergh de 1744 à 1760

### Habillement

Uniforme
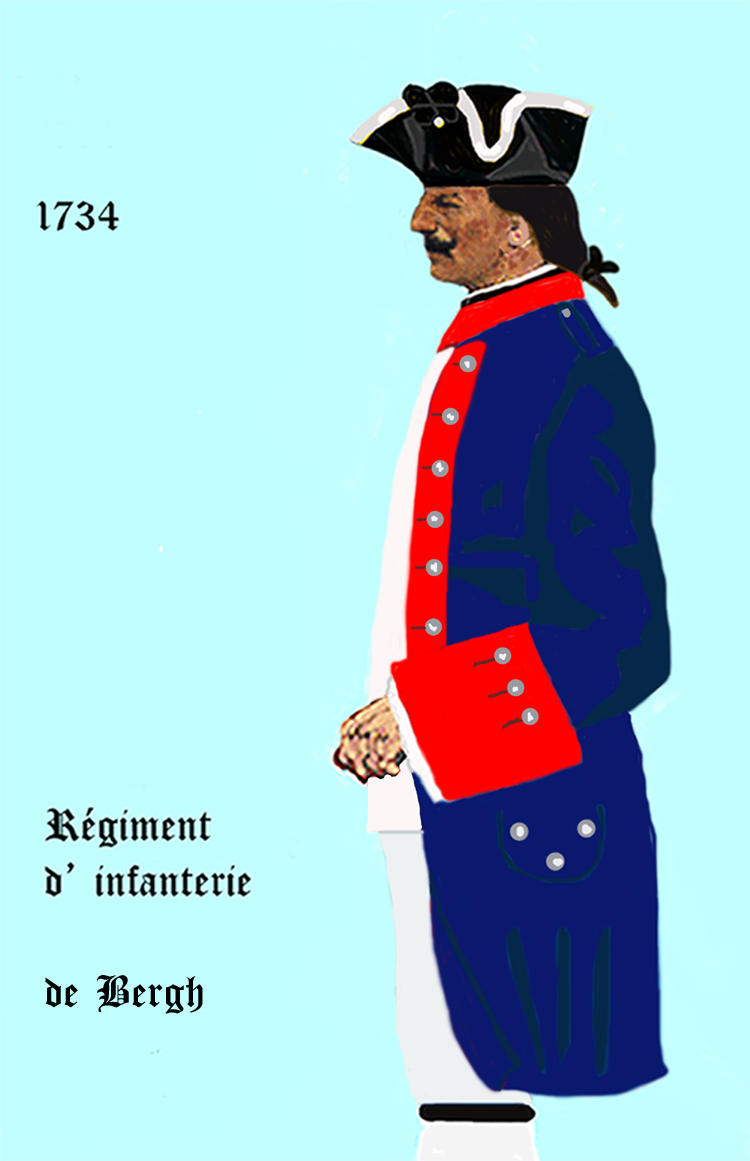
régiment de Bergh de 1744 à 1760

## Historique

### Colonels et mestres de camp
- 12 août 1744 : Charles, baron de Bergh, brigadier le 10 mai 1748
- 12 avril 1757 : baron de Bergh, fils du précédent, brigadier le 10 février 1761